# Open Hardware Repository
El Open Hardware Repository (OHWR) o Repositorio de Hardware Abierto, es una plataforma en la que los ingenieros eléctricos y los ingenieros de instituciones de investigación pueden desarrollar y producir de forma colaborativa hardware nuevo, de forma análoga al desarrollo de software de código abierto. La plataforma fue fundada en 2011 por investigadores del CERN y ahora alberga más de 100 proyectos diferentes de hardware abierto (hasta enero de 2013).
Las ventajas del hardware abierto para los desarrolladores de hardware son, en opinión del CERN: soporte para desarrolladores que de otro modo no podrían dominar algunas tecnologías, evitando el trabajo innecesario cuando los circuitos requeridos ya han sido desarrollados y aumento de la calidad mediante revisiones de otros desarrolladores.

## Génesis
La evolución del OHWR tiene su origen en el proyecto White Rabbit, una red basada en Ethernet para transmitir y sincronizar datos generales. Javier Serrano, jefe del grupo Hardware and Timing en Beam Control Group del CERN, llegó a la conclusión de que el desarrollo del hardware a través de contribuciones de diferentes equipos y desarrolladores individuales podría conducir a mejores resultados. El 7 de julio de 2011, el CERN lanzó oficialmente la versión 1.1 después de cuatro meses de pruebas alfa. Mientras tanto, institutos de once universidades europeas, africanas y sudamericanas participan en proyectos (desde enero de 2013).

## Licenciamiento
En el curso del desarrollo posterior del OHWR, el CERN lanzó en 2011 la licencia de hardware abierto CERN, una licencia para el suministro de hardware libre. Se utiliza por proyectos de OHWR y está disponible para otros desarrolladores de forma gratuita.